# Wincenty Danisewicz
Wincenty Danisewicz (ur. 2 października 1919 w Jażewiczach, gmina Kleck, powiat nieświeski, zm. ?) – porucznik Wojska Polskiego. Kawaler Orderu Virtuti Militari.
Syn Jana i Anny z domu Myślicka. Przed wojną ukończył 7-klasową szkołę podstawową. W 1936 roku wstąpił do PW „Krakusi”.

## Okres wojny
21 maja 1940 roku Danisewicz został aresztowany przez NKWD i osadzony w więzieniu w Baranowiczach. Skazany na 7 lat łagru jako element nieprzychylny ZSRR.
Wywieziony do stacji Suchobiezarodnaja w okolicach Gorki. Pracował tam przy wyrębie lasu. W maju 1941 roku przewieziony do łagru na północnym Uralu nad rzeką Kołwą. W sierpniu 1941 roku został skierowany do kołchozu w rejonie Kujbyszewa.
21 maja 1943 roku zgłosił się do Sielc nad Oką. Wcielony do kompanii rusznic przeciwpancernych 1 Pułku Czołgów. 20 września 1943 roku wyruszył na front. W dniu 12 i 13 października brał udział w bitwie pod Lenino. W marcu 1944 roku przez Konotop, Darnicę i Kijów dotarł do Berdyczowa. Dalej z Kiwerc jako desant na czołgach jechał przez Bug, Chełm i Lublin w kierunku na Puławy. Po sforsowaniu Wisły, w bitwie pod Studziankami, 13 sierpnia 1944 został ranny i przewieziony do szpitala do Łaskarzewa. Następnie leczony w Garwolinie i w Otwocku. W lutym 1945 roku został urlopowany.

## Okres powojenny
W 1945 roku przybył na Ziemie Odzyskane i jako osadnik wojskowy otrzymał gospodarstwo rolne w Jesionowie. Potem mieszkał w Brzesku.
Od 1946 roku członek Związku Inwalidów Wojennych. Członek Zarządu ZIW w Oddziale Pyrzyce.
W 1954 roku ożenił się. Ma dwóch synów i córkę.

## Ordery i odznaczenia
Pierwotny wykaz orderów i odznaczeń podano za: Tadeusz Zwilnian-Grabowski: Ocaleni w pamięci. s. 124.
- Krzyż Srebrny Orderu Virtuti Militari
- Krzyż Kawalerski Orderu Odrodzenia Polski
- Krzyż Bitwy pod Lenino